# Kontralt
Kontralt (alt głęboki) – rodzaj głosu żeńskiego o najniższej tessiturze. Skala kontraltu obejmuje co najmniej dźwięki od c do d2. Kontralcistki operują głosem o bardzo dużej skali – w niektórych przypadkach aż do wysokiego c-trzykreślnego sopranu.
Kontralt jest rzadko spotykanym głosem, zwłaszcza w Europie. Znane osoby, które śpiewały kontraltem to m.in.: światowej sławy śpiewaczki operowe Adriana Basile, Marian Anderson, Ewa Podleś, Nathalie Stutzmann, Kathleen Ferrier i Sonia Prina.
W historii muzyki operowej znaczącą rolę odegrała kontralt Geltrude Righetti-Giorgi dla której Gioacchino Rossini napisał dwie główne role w operach Cyrulik sewilski (Rozyna) i Kopciuszek (Angelina).
Przede wszystkim kontralt – wbrew powszechnemu mniemaniu – nie jest głosem niższym niż alt. Kontralt jest głosem bardziej wszechstronnym i rozległym. W przeciwieństwie do krótkiego altu, ma skalę ponad trzech oktaw. W dolnym rejestrze brzmi nisko i ciemno jak alt, lecz w górnym rejestrze, którego brak altowi, brzmi jak sopran. Różnica podstawowa: kontralt, w przeciwieństwie do altu, musi mieć biegłość techniczną, czyli umiejętność szybkiego śpiewania, zwaną koloraturą. Altowi na ogół ta umiejętność nie jest potrzebna.